# 바니걸스
바니걸스는 고정숙(高正淑)과 고재숙(高再淑)으로 이루어진 대한민국의 2인조 여성 듀엣이다. 신중현의 프로듀싱으로 조직되었으며, 1970년 《신중현 SOUND》를 통하여 처음으로 곡을 발매하였다. 1971년 5월 7일 김영광이 작곡한 〈파도〉로 공식적으로 데뷔하였으나, 1990년 해체하였다.

## 이전 구성원
| 이름   | 소개 |
| ------ | --- |
| 고정숙 | - 생년월일: 1954년 5월 23일 - 출생지: 대한민국 부산시 남포동 (현 부산광역시 중구 남포동) - 사망일: 2016년 10월 31일(62세) - 학력: 국악예술고등학교 - 활동기간: 1970년 ~ 1990년 |
| 고재숙 | - 생년월일: 1954년 5월 23일(71세) - 출생지: 대한민국 부산시 남포동 (현 부산광역시 중구 남포동) - 학력: 국악예술고등학교 - 활동기간: 1970년 ~ 1990년                            |

## 활동
1970년 작곡가 신중현의 컴필레이션 음반인 《신중현 SOUND》에 〈우주여행〉과 〈하필이면 그 사람〉 두 곡을 취입하면서 데뷔하였다. 이 중 〈우주여행〉은 두 명의 멤버가 번갈아가며 노래를 부르는 방식으로 녹음하여 우주의 느낌을 주고자 한 독특한 곡이었다. 1971년 첫 리사이틀을 성공적으로 개최하였으며, 1973년에는 〈파도〉, 〈노을〉, 〈보고싶지도 않은가봐〉를 연속으로 흥행시킨다. 이후 고재숙이 얼굴에 화상을 입어 활동을 잠시 중지하나, 1973-74년에 TBC 7대가수상, MBC 10대가수상, KBS 가요대상 중창단 부문 등에서 연이어 수상하며 크게 인기를 모았다.
1975년에는 이전보다 성숙한 분위기의 〈허락해주세요〉, 〈미워졌네〉 등을 발표하였다. 1977년에는 〈그냥 갈수 없잖아〉, 〈김포공항〉 등이 큰 인기를 모으면서 일본의 빅터레코드로부터 초청을 받아 일본에서도 활동하였다. 1978년 4월에는 서울 대한극장에서 닷새 간 리사이틀을 개최하였다. 1970년대 중반부터 나온 음반에는 외국 곡을 번안한 노래가 주로 실렸다. 1990년 마지막 음반을 내고 해체하였다.
2016년 10월 31일 고정숙이 암으로 사망하였다. 한편 고재숙의 딸 전소니는 배우로 활동하고 있다.

## 에피소드
쌍둥이 자매 간인 두 멤버는 아주 닮아 국악예술학교(현재의 전통예술고등학교) 입학 시험 당시 사진을 내자 한 장만 내도 된다며 되돌려준 해프닝도 있었다고 한다. 1974년에는 박정희 군부 독재 정권의 외래어 사용 금지 명령과 국어 순화 운동에 의하여 토끼소녀로 잠깐 개명하였으며, 당시 방송국마다 번역 원칙이 달라 토끼소녀들, 토끼아가씨들 등으로도 불리면서 시청자의 혼동을 빚었다. 서울특별시 서초구 삼익상가에 ‘바니슈퍼’라는 가게를 열기도 하였다.

## 음반 목록
- 1972년 7월 10일 《검은 장미 / 엄마의 노래》[13]
- 1973년 2월 5일 《보고싶지도 않은가봐 / 말해 버렸네》[14]
- 1973년 12월 27일 《옛날 이야기 / 개구리 노총각》[15]
- 1974년 6월 20일 《그사람 데려다 주오 / 임》[16]
- 1974년 11월 20일 《바니걸즈 캐롤》[17]
- 1975년 1월 30일 《바니걸즈 팝송 하일라이트》[18]
- 1975년 3월 15일 《바니걸즈 제5집》[19]
- 1975년 11월 1일 《돌아올수 있다면 / 사랑이란 무엇일까》[20]
- 1975년 11월 2일 《바니걸즈 팝송 하이라이트》[21]
- 1975년 11월 3일 《바니걸즈 애창곡 제1집》[22]
- 1976년 4월 10일 《바니걸즈 흘러간노래 제2집》[23]
- 1977년 2월 21일 《최신히트선집 VOL.2》[24]
- 1977년 4월 1일 《지구전속기념 VOL.1》[25]
- 1977년 6월 25일 《토끼자매 22곡집 노래모음집》[26]
- 1978년 1월 25일 《그리운 노래모음 제1집》[27]
- 1978년 8월 22일 《골든 디럭스20 제1집》[28]
- 1978년 12월 26일 《오 사랑 / 추억을 두고》[29]
- 1980년 5월 23일 《사랑은 하나잖아요 / 날이 갈수록》[30]
- 1989년 2월 15일 《'89 바니걸스》[31]
- 1990년 3월 20일 《후회할 거야 / 대구에서 포항까지》[32]

### 참여 음반
- 1970년 《신중현 SOUND》[3]
  - Track 3. 우주여행
  - Track 4. 하필이면 그 사람
- 1971년 《바니걸스 최신가요 앨범》[33]
  - Track 1. 사랑한다 말해주오
  - Track 2. 소라의 꿈
  - Track 3. 왜 나를 모르시나요
  - Track 4. 나의 말 한마디
  - Track 5. 사랑의 이야기
- 1972년 5월 17일 《'72 오아시스 히트송 VOL. 8》[34]
  - Track 1. 노을
- 1973년 《신중현 SOUND VOL.2》[35]
  - Track 5. 하필 그사람
- 1973년 12월 26일 《오아시스 팝 훼스티발 제5집》[36]
  - Track 1. 행복한 사랑(Top of the world)
- 1974년 5월 20일 《내곁에 있어주 / 손목은 왜 잡아요》[37]
  - Track 6. 개구리 노총각
- 1974년 8월 15일 《오아시스 팝 훼스티발 제7집》[38]
  - Track 1. 사랑하는 친구야
  - Track 2. 얄라리 얄라
- 1974년 10월 20일 《Oasis Pop Festival VOL. 8》[39]
  - Track 1. 워터루(Water Roo)
  - Track 2. 그대를 보내고(Ma Ma Mia)
- 1975년 1월 8일 《Oasis Pop Festival VOL. 9》[40]
  - Track 1. 하니 하니(Honey Honey)
  - Track 2. 먼 산울림(Number One Heel)
- 1975년 10월 15일 《'75 Young Song》[41]
  - Track 1. 꼭 한번 왔다가우
  - Track 2. 눈오던 날의 추억
  - Track 3. 서울길
  - Track 4. 가을의 연인
  - Track 5. 미워졌네
  - Track 6. 물레방아
- 1976년 5월 12일 《애국가요모음 제3집》[42]
  - Track 5. 젊음의 낙원
  - Track 7. 정든 내 마을
- 1978년 2월 10일 《무엇이 아까우랴 / 터미날》[43]
  - Track 2. 돌아올수 있다면
  - Track 6. 라무는 나의 친구
- 1978년 4월 22일 《달마중 가세 / 달뜨는 경포대》[44]
  - Track 1. 달뜨는 경포대
- 1978년 10월 6일 《제물포처녀》[45]
  - Track 1. 제물포처녀
- 1979년 7월 9일 《YMCA(젊음) / Sorry I am a Lady(빨간장미)》[46]
  - Track 1. YMCA (젊음)
  - Track 2. 추억을 두고 (Love you Till I Die)
  - Track 1. 빨간장미 (Sorry I am a Lady)
- 1979년 10월 22일 《사랑하는 친구여 / 사랑은 나비처럼》[47]
  - Track 1. 사랑하는 친구여(In The Navy)
  - Track 2. 망서린걸까
  - Track 3. 그옛날처럼(Yesterday Once More)
  - Track 1. 사랑은 나비처럼(Emerson Du Hilm Crio Cuerious)
  - Track 2. 내손 잡아주
  - Track 3. 저예요

## 음반 외 활동

### 공연
- 1971년 - “바니걸스(토끼자매) 제1탄 리사이틀”
- 1978년 - “바니걸스 리사이틀”

### 방송
- 1970년 - MBC OB 그랜드 쇼[1]
- 1990년 8월 14일 - KBS 가족오락관
- 1995년 3월 24일 - KBS 1TV 이것이 인생이다
- 2005년 1월 12일 - KBS 2TV 여유만만 (고정숙)
- 2018년 9월 29일 - KBS 2TV 불후의 명곡 - 전설을 노래하다 (고재숙)

### 광고
- 1981년 비락우유 후렌치 버터

## 수상
- 2017 제8회 대한민국 대중문화예술상 대통령 표창

## 참고 문헌
- 최규성 (2018). 《걸그룹의 조상들》. 서울: 안나푸르나. ISBN 9791186559307.